# Antonios I. (patriarcha)
Antónios I., byl konstantinopolský patriarcha v letech 821 – 836. Přestože dříve svaté obrazy uznával, stal se z něj roku 815 ikonoklast, když Lev III. toto hnutí opět zavedl. Tato Antoniova proměna se odůvodňuje jeho touhou stát se do budoucna patriarchou. Císař jej jmenoval členem komise řízené budoucím patriarchou Janem Gramatikem, která dostala za úkol najít způsob, jak v patristickém duchu obhájit ikonoklasmus. V roce 821 nový císař Michal II. ustanovil Antonia patriarchou, čímž zklamal Stoudity, kteří doufali, že svaté obrazy opět naleznou své místo v církvi.